# Cibao International Airport
Cibao International Airport är en flygplats i Dominikanska republiken.   Den ligger i provinsen Dajabón, i den centrala delen av landet, 120 km nordväst om huvudstaden Santo Domingo. Cibao International Airport ligger 173 meter över havet.
Terrängen runt Cibao International Airport är huvudsakligen platt, men åt nordost är den kuperad. Runt Cibao International Airport är det ganska tätbefolkat, med 222 invånare per kvadratkilometer. Närmaste större samhälle är Santiago de los Caballeros, 10,9 km nordväst om Cibao International Airport. Omgivningarna runt Cibao International Airport är en mosaik av jordbruksmark och naturlig växtlighet.